# 我らの金正恩同志
我らの金正恩同志（われらのキム・ジョンウンどうし、朝鮮語:우리의 김정은동지）は、朝鮮民主主義人民共和国(北朝鮮)の楽曲。プロパガンダソング。                                                作詞はリ・ウジン、作曲はウ・ジョンヒ。　　　　　　　　　　　　　　　　　　　　　　　　　　　　　　　　　　　　　　　　　　　DPRK-POPであり、現北朝鮮最高指導者である金正恩総書記を称える楽曲である。

## 概要
2015年10月8日付の労働新聞に楽譜と歌詞が初めて掲載され、同年10月11日に行われた、朝鮮労働党創建70周年慶祝公演にて初披露された（歌と演奏は牡丹峰楽団）。
北朝鮮のテレビ・ラジオでは牡丹峰楽団の歌と演奏による楽曲が放送されている。